# Вільям Г'юстон (адвокат)
Вільям Г'юстон (англ. Houstoun – /ˈhaʊstən/ HOW-stən) (прибл. 1755 – 17 березня 1813) — один з батьків-засновників Сполучених Штатів, державний діяч і юрист. Він служив делегатом від провінції Джорджія на Континентальному конгресі, а пізніше — на Конституційному з’їзді Сполучених Штатів Джорджія у 1787 році.

## Вимова імені
Коректне написання прізвища Вільяма Хаусона англійською – Houstoun, однак іноді його пишуть як Houston. Саме через це виникає некоректна вимова його прізвища, адже асоціюється його прізвище із назвою міста Г'юстон, штат Техас. Насправді ж, місто Г'юстон назване на честь іншого публічного діяча, Сема Г'юстона.

## Ранні роки
Вільям Хаустон був сином сера Патріка Хаустона, члена ради при королівському уряді Джорджії. Він народився в 1755 році в Савані, штат Джорджія. Хаустон отримав гуманітарну освіту, яка включала юридичну підготовку в Іннер-Темплі в Лондоні.

## Роль у Континентальному конгресі
Американська революція перервала його навчання, і Хаустон повернувся додому в Джорджію. Протягом багатьох років члени сім'ї Хаустона були високопосадовцями в колонії. З початком війни багато хто залишився вірним короні, але Вільям, ревний захисник прав колоністів, був одним із перших, хто порадив протистояти британській агресії.
Хаустон представляв Джорджію в Континентальному конгресі з 1783 до 1786 року.
Він був обраний одним з агентів Джорджії для врегулювання прикордонної суперечки з Південною Кароліною в 1785 році та був одним із перших опікунів Університету Джорджії в Ейтенз.

### Делегат Конвенту Джорджії
Коли Конституційний Конвент зібрався в 1787 році, Хаустон представив свої вірчі грамоти як один із делегатів від Джорджії. Він пробув лише ненадовго, з 1 червня приблизно до 23 липня, але був присутній під час дебатів щодо питання представництва. Хаустон розділив голосування Джорджії щодо рівного представництва в Сенаті, проголосувавши «проти» пропозиції Абрагама Болдвіна. Його колега-делегат від Джорджії Вільям Пірс писав про нього: «Щодо його юридичних чи політичних знань, він має дуже мало чим похвалитися. Здається, природа зробила більше для його тілесних, ніж розумових здібностей. Його особистість вражає, але його розум дуже мало покращений корисними чи елегантними знаннями».
Повідомляється, що Хаустон також погрожував вбити преподобного, який проживав у Род-Айленді, за критичне зауваження щодо Півдня. Біограф Едіт Дункан Джонстон, незважаючи на це, знаходить місце для лестощів, пишучи: «Вірний своєму рідному штату та секції, він не барився з помстою на будь-яку інсинуацію, спрямовану проти обох».
Пірс також був гнучким у своїй оцінці або просто дивився на нащадків, дійшовши висновку, що Хаустон мав «хороші та благочестиві принципи» у своїх нотатках 1850-х років.

## Подальше життя
Хаустон одружився з Мері Баярд, донькою Ніколаса Баярда (хрещеного в 1736  ), члена сім'ї Баярд, відомої в Нью-Йорку, від якої Баярд-стріт отримала свою назву. Хаустон-стріт, яка спочатку була частиною маєтку його тестя в Нью-Йоркському районі Мангеттен, була названа на честь Хаустона, використовуючи альтернативне написання. Хаустон-стріт у Саванні також названа на його честь.
Хаустон помер у Саванні 17 березня 1813 року і був похований у каплиці Святого Павла в Нью-Йорку.